# 阿都马南·依斯迈
阿都马南（1948年6月28日—2018年2月12日），马来西亚从政者，为巫统党员。他曾经于2008年马来西亚大选代表国民阵线当选彭亨巴耶勿刹的国会议员。
马南曾是纳吉担任联邦部长时的私人秘书，并在2004年当选彭亨州议会班珍议员。2008年大选他弃州攻国，并成功以8,503票打败来自公正党的对手当选巴耶勿刹国会议员。2010年他当选马来西亚IPO主席，并在2013年大选以7,715票守土。

## 逝世
阿都马南在2018年2月12日在浴室跌倒逝世，享年69岁。